# Troy Verges
Troy Verges é um compositor norte-americano de música pop e música country. Como reconhecimento, foi nomeado ao Oscar 2011 na categoria de Melhor Canção Original por "Coming Home " do filme Country Strong.